# Liste der Kulturgüter in La Chaux (Cossonay)
Die Liste der Kulturgüter in La Chaux (Cossonay) enthält alle Objekte in der Gemeinde La Chaux (Cossonay) im Kanton Waadt, die gemäss der Haager Konvention zum Schutz von Kulturgut bei bewaffneten Konflikten, dem Bundesgesetz vom 20. Juni 2014 über den Schutz der Kulturgüter bei bewaffneten Konflikten sowie der Verordnung vom 29. Oktober 2014 über den Schutz der Kulturgüter bei bewaffneten Konflikten unter Schutz stehen.
Objekte der Kategorie A sind im Gemeindegebiet nicht ausgewiesen, Objekte der Kategorie B sind vollständig in der Liste enthalten, Objekte der Kategorie C fehlen zurzeit (Stand: 1. Januar 2023).

## Kulturgüter
| Foto |                                                                             | Objekt                                                                               | Kat. | Typ | Standort                          | Beschreibung |
| ---- | --------------------------------------------------------------------------- | ------------------------------------------------------------------------------------ | ---- | --- | --------------------------------- | ------------ |
| ja   | Datei hochladen · Wikidata zu Ehemalige Kommende (Q2985868)                 | Ehemalige Kommende / Ancienne commanderie KGS-Nr.: 05979                             | B    | G   | Rue du Château 20 526188 / 163757 |              |
| BW   | Datei hochladen · Wikidata zu Les Chambres, gallorömische Villa (Q29890898) | Les Chambres, gallorömische Villa / Les Chambres, villa gallo-romaine KGS-Nr.: 14609 | B    | F   | Route de Cuarnens 525619 / 163730 |              |